# Dawit Kewchiszwili
Dawit Kewchiszwili (ur. 5 stycznia 1983 w Akhalsopeli) – gruziński judoka.

## Życiorys
Uczestniczył w Letnich Igrzyskach Olimpijskich w  2004 oraz w 2008. Zdobywca dwóch srebrnych medali mistrzostw Europy w 2002 i 2007 oraz trzech brązowych medali w  2004, 2005 i 2008.